# Евразийский мост
Ялтинский международный кинофестиваль «Евразийский мост» — кинофестиваль проводимый с 2016 года в Ялте. Место проведения торжественных мероприятий — Ялтинский театр имени А. П. Чехова, просмотры кинолент проходятся в кинотеатре «Сатурн IMAX» и на открытой площадке Ялтинской киностудии в Массандре. Кинофестиваль имеет значительную часть государственного финансирования, которое осуществляет Министерство культуры Республики Крым.

## История
Кинофестиваль учреждён в 2016 году, идея его создания принадлежит председателю Союза кинематографистов России режиссёру Никите Михалкову.
В поддержку этой инициативы вышло Постановление Совета министров Республики Крым от 24 июня 2016 года № 282 «О подготовке и проведении I Ялтинского Международного кинофестиваля „Евразийский мост“.
Сопредседатели фестиваля — Народный артист России Виктора Мережко и Арина Новосельская.
Программный директор — киновед и культуролог, президент Гильдии киноведов и кинокритиков России Кирилл Разлогов.
Организаторами Фестиваля являются Министерство культуры Республики Крым и ООО „Медиафест“.
Фестиваль проводится под патронатом Главы Республики Крым при поддержке Министерства культуры России и участии Национальной Академии кинематографических искусств и наук России.

## 2016, I кинофестиваль

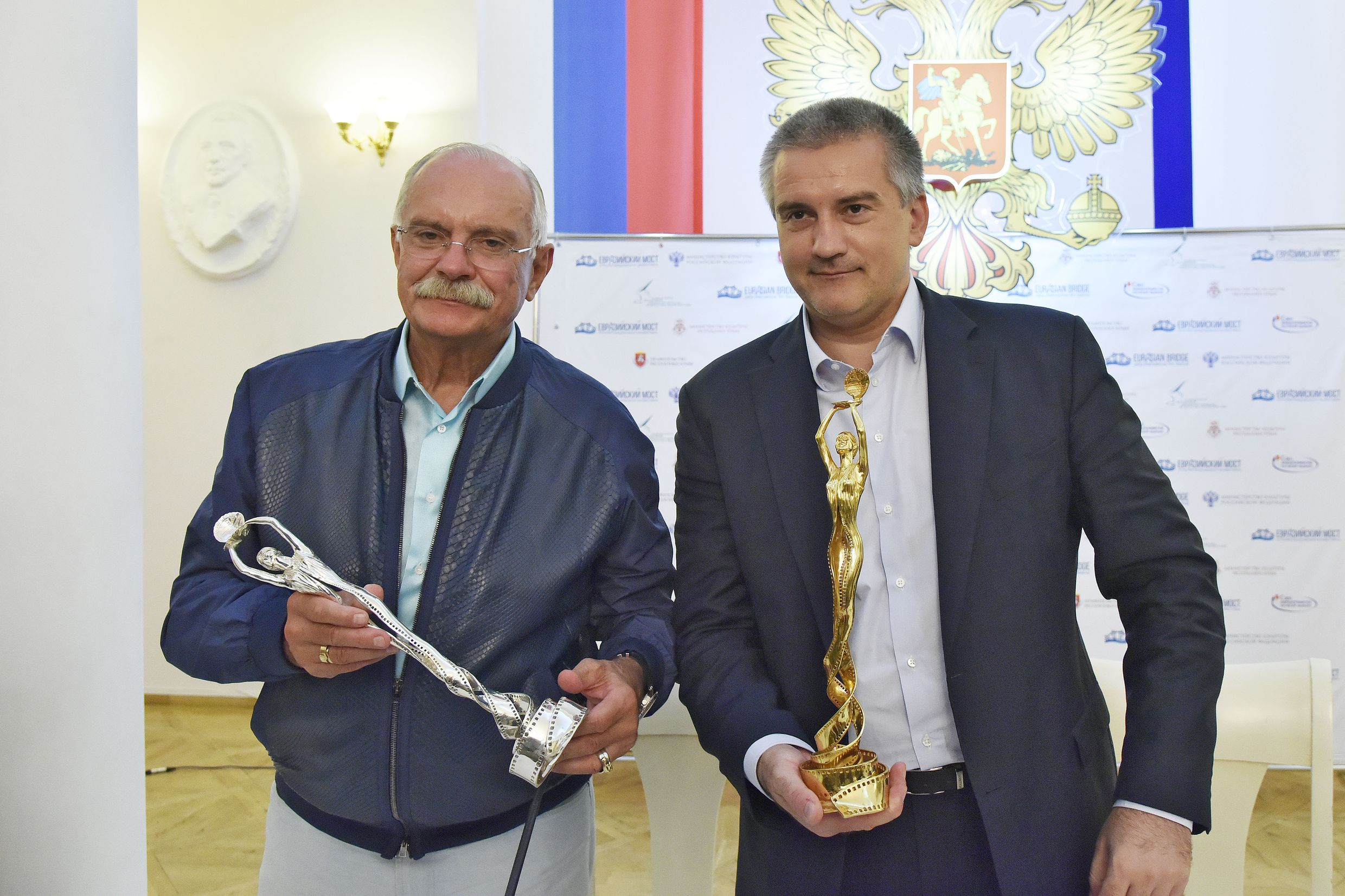
Никита Михалков и Сергей Аксёнов

Проходил с 30 сентября по 5 октября.
Фестиваль открылся фильмом „Дуэлянт“ Алексея Мизгирева. За четыре дня были показаны 49 фильмов режиссёров со всего мира, во внеконкурсной программе были показаны российские премьеры, в числе „Жили-были мы“, „Хороший мальчик“ и „Ледокол“, ставший фильмом закрытия фестиваля.
Жюри игрового конкурса: актриса Наталья Бондарчук, сценарист Одельша Агишев и режиссёр из Индии Талакаду Сринивасаях Нагабхарана, который на Украине был за это внесён в базу сайта „Миротворец“. Жюри неигрового конкурса были композитор и режиссёр Анджей Петрас и документалисты Анна Евтушенко и Ангелина Голикова.
В конкурсе игровых фильмов участвовали 9 картин из России, Республики Корея, Германии, Казахстана, Сербии, Белоруссии и Италии. Документальную программу представляли семь фильмов из Бельгии, России, Китая, Сербии и Армении.
Победители:
- Гран-при — „Дорога к матери“ (Казахстан, реж. Акан Сатаев)
- Специальный приз жюри — „Прикосновение ветра“ (Россия, реж. Ольга Веремеева, Елена Демидова)
- Приз за лучшую режиссерскую работу — „Тони Эрдманн“ (Германия, реж. Марин Адэ)
- Приз за лучшую мужскую роль — Нери Маркоре, „Венецианские львы“, Италия.
- Приз за лучшую женскую роль — Алтынай Ногербек, „Дорога к матери“, Казахстан
- Приз зрительских симпатий „Выбор крымчан“ — „Тэли и Толи“ (Россия, реж. Александр Амиров)
- Дипломы жюри — „Граф в апельсинах“ реж. Влада Сенькова, Беларусь и „Тараз“, реж. Нуртас Адамбай, Казахстан.
- Приз за лучший документальный фильм — „Забытые полеты“ (Россия, реж. Андрей Осипов).

## 2017, II кинофестиваль
Проходил с 15 по 19 сентября.
Жюри конкурса игрового кино: британский режиссёр Гарет Джонс, руководитель отдела кино Российского-культурного центра в Болгарии Владимир Ястреба, российская актриса Олеся Судзиловская; жюри документального конкурса: французский режиссёр Патрик Казаль, российский режиссер и продюсер Андрей Осипов и актриса Екатерина Носик.
В конкурсную программу игрового кино воши 8 фильмов, в документальном конкурсе также 8 лент.
Победители:
- Гран-при — „Сын Софии“ (Греция/Болгария/Франция, реж. Элина Псикоу)
- Специальный приз жюри — „Турецкое седло“ (Россия, реж. Юсуп Разыков)
- Приз за лучшую режиссёрскую работу — „Смерть Людовика XIV“ (Франция, реж. Альберт Серра)
- Диплом жюри за лучший дебютный художественный фильм — „Что скрывает тьма“ (Китай, реж. Ван Ичунь)
- Диплом жюри „За самый страстный актерский дуэт“ — Инга Оболдина и Виктория Исакова, фильм „Жги!“ (Россия, реж. Кирилл Плетнёв)
- Приз за лучший документальный фильм — „Машины“, реж. Рахул Джейн, (Индия/Германия/Финляндия)

## 2018, III кинофестиваль
Проходил с 21 по 25 сентября.

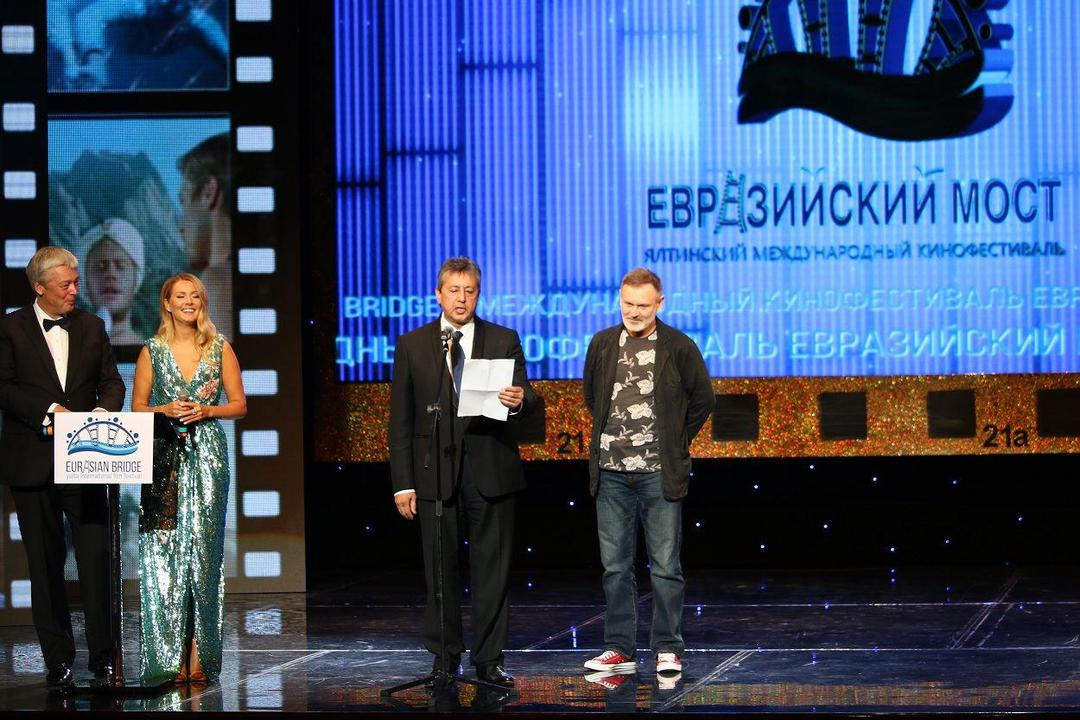
Ведущие III фестиваля актриса Мария Кожевникова и кинорежиссер, актер Александр Стриженов.

Было представлено 28 фильмов из 19 стран мира. Во внеконкурсной программе состоялась премьера фильма „Крымский мост. Сделано с любовью!“.
В конкурсе игрового кино заявлено 8 фильмов из Болгарии, Франции, Индии, Испании („Мисс Дали“), в документальном конкурсе было представлено 9 фильмов из России, Болгарии, Франции, Киргизии, Швеции, Австрии.
Жюри игрового конкурса: узбекский режиссёр Рашид Маликов, актрисы Алёна Бабенко (Россия) и Аня Пенчева (Болгария): жюри документального конкурса: режиссёр Сергей Мокрицкий (Россия), директор культурного центра Финляндии в Санкт-Петербурге Кирси Тюккюляйнен (Финляндия), южно-корейский киновед Хонг Сан-ву.
Победители:
- Гран-при — „Любовь и Шукла“ (Индия, реж. Сиддхартха Джатла)
- Специальный приз жюри — „У ангела ангина“ (Россия, реж. Оксана Карас)
- Приз за лучшую режиссерскую работу — „Вездесущий“ (Болгария, реж. Илиян Дживелеков)
- Диплом жюри за блестящий актерский ансамбль — „Не чужие“ (Россия, реж. Вера Глаголева)
- Приз зрительских симпатий — „Любовь и Шукла“ (Индия, реж. Сиддхартха Джатла)
- Приз за лучший документальный фильм — „Сапёр“ (Швеция, реж. Зогир Хирори, Шинвар Камал)

## 2019, IV кинофестиваль
Проходил с 20 по 24 сентября.

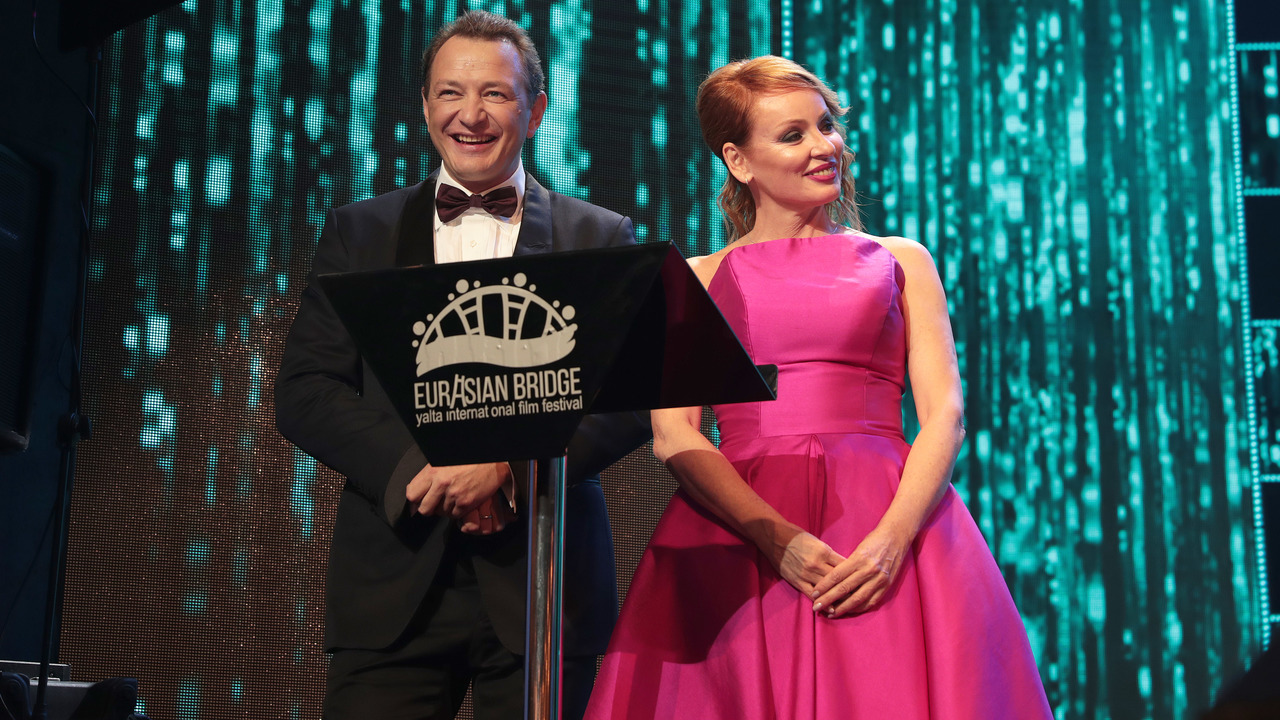
ведущие IV фестиваля Марат Башаров и Жанна Эппле

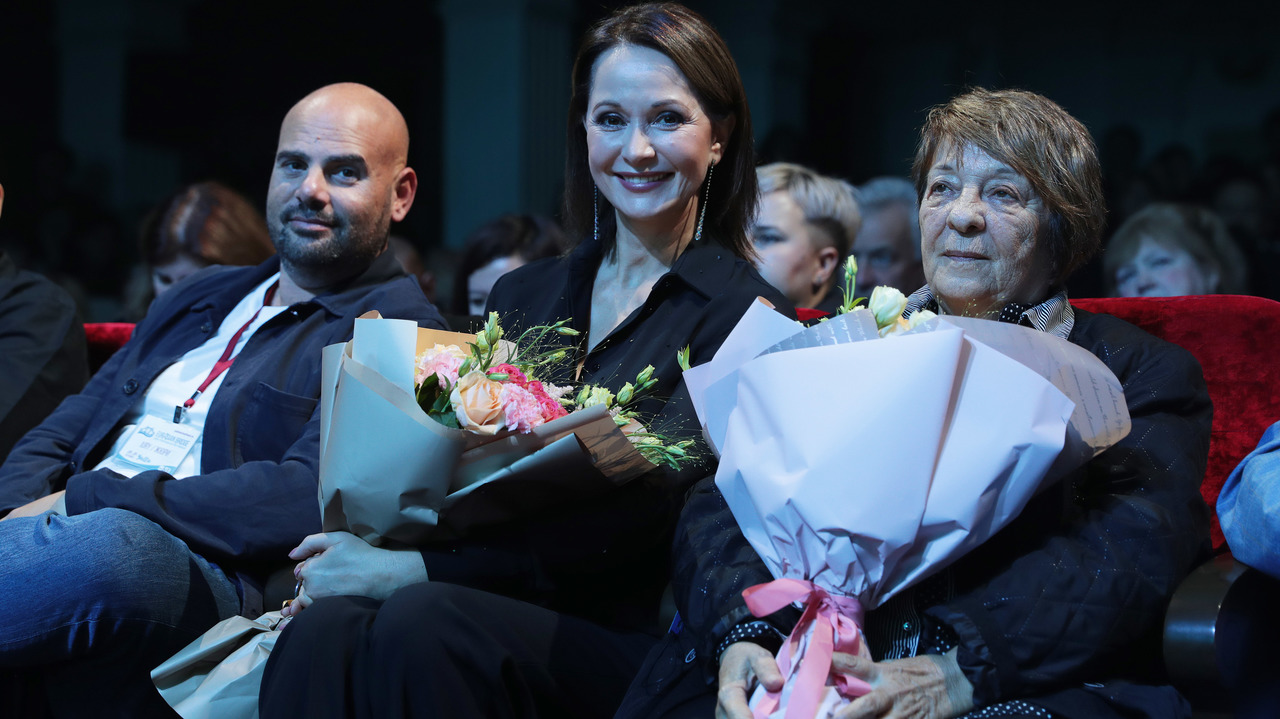
жюри конкурса игровых фильмов Хайме Ногера, Ольга Кабо и

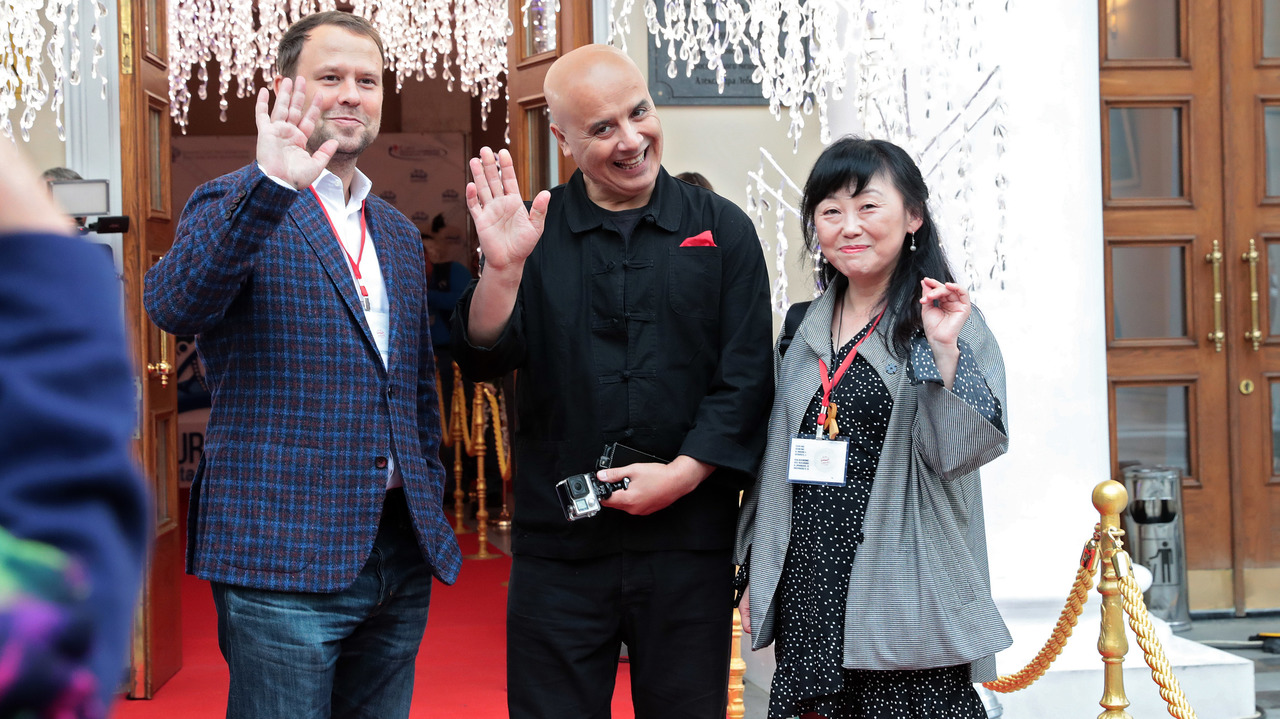
жюри конкурса документальных фильмов Кирилл Плетнёв, Хамид Бенамра и Анджела Ли

На открытии фестиваля состоялась всероссийская премьера фильма „Текст“.
В конкурсе участвовали картины производства Германии, Болгарии, Италии, Канады, Испании, Армении, Китая, Франции и других стран.
Жюри конкурса игрового кино: режиссёр и писатель Майя Вапцарова (Болгария), российская актриса Ольга Кабо испанский киновед Хайме Ногера; жюри документального конкурса: французский режиссер и сценарист Хамид Бенамра, российский актёр и режиссёр Кирилл Плетнёв и корейский кинокритик и продюсер Анджела Ли.
Победители:
- Гран-при — „Сестрёнка“ (Россия, реж. Александр Галибин).
- Диплом жюри за лучший дебютный художественный фильм — „#Москва – Руаян или что творят женщины“ (Франция, реж. Елена Коссон).
- Приз за лучшую режиссерскую работу — „Волшебник“ (Россия, реж. Михаил Морсков).
- Специальный диплом жюри — „Клетки“ (Испания, реж. Николас Пачеко)
- Специальные призы учредителя кинофестиваля — режиссеру фильма „Перет: я и есть румба“ Палома Сапата (Испания) и режиссеру картины „Осень“ Чжоу Лидун (Китай).
- Гран-при документального конкурса — „Разговор о деревьях“ режиссера Сухайба Гасмельбари

## 2020 — перенесён
Планировалось, что в 2020 году кинофестиваль пройдёт с 10 по 14 октября, но был перенесён на следующий год в связи с пандемией.

## 2021, V кинофестиваль
Пятый кинофестиваль планировалось провести осенью 2020 года, но из-за пандемии перенесли на 2021-й.
Фестиваль проходил с 22 по 26 октября 2021 года.
Жюри игрового кино: кинорежиссёр Александр Котт, французский кинокритик Барбара Лорей де Лашарье, французский кинорежиссёр Франсуа-Жак Оссанг.
Всего в конкурсной программе было восемь игровых и восемь документальных картин. Конкурс игрового кино:
- Ботокс (Иран, реж. Кавех Мазахери)
- Две тысячи песен Фариды (Узбекистан, реж. Ёлкин Туйчиев)
- Среди рассыпанных смертей (Азербайджан, реж. Хилал Байдаров)
- Страх (Болгария, реж. Ивайло Христов)
- Маруся Фореvа! (Россия, реж. Александр Галибин)
- Капкан (Россия, реж. Галина Уразова)
- Холодное золото (Россия, реж. Пётр Хики)
- Книга рыбы (Южная Корея, реж. Ли Чжун Ик)

Победители:
- Гран-при — „Ботокс“ (Иран, реж. Кавех Мазахери)
- Специальный приз жюри — „Две тысячи песен Фариды“ (Узбекистан, реж. Ёлкин Туйчиев)
- Приз за лучшую режиссерскую работу — „Страх“ (Болгария, реж. Ивайло Христов)
- Гран-при документального конкурса — „Дальний план“ (Россия, реж. Владимир Головнёв)

## 2022, VI кинофестиваль
Проходил с 1 по 5 октября 2022 года.
Жюри игрового конкурса: председатель жюри — режиссер Эрнест Абдыжапаров (Кыргызстан), режиссер и продюсер Кулдип Патель (Индия), российский актер, режиссер и продюсер Кирилл Зайцев.
За пять дней смотр представил 28 лент двенадцати стран, конкурс игрового кино состоял из 8 фильмов:
- „Белоснежка в конце умирает“ (Северная Македония/Кипр)
- „Велга“ (Россия)
- „Мария. Ангел океана“ (Шри-Ланка)
- „Остров призраков“ (Германия/Испания)
- „Педро“ (Индия)
- „Прощай, Пекин“ (Китай)
- „Так близко к солнцу“ (Франция/Россия)
- „Приключения маленького Бахи“ (Россия)

Победителем конкурса игрового кино стала шри-ланкийская лента „Мария. Ангел океана“, приз за лучшую режиссуру получил режиссёр индийского фильма „Педро“ Натеш Хегде.

## 2023, VII кинофестиваль
Проводился в Ялте с 2 по 6 октября 2023 года.
Жюри конкурса игрового кино: председатель — российский режиссёр Иван Болотников (Россия), французский режиссер румынского происхождения Корнел Георгице (Румыния-Франция), французская продюсер и режиссер русского происхождения Елена Коссон (Россия-Франция).
Тематически фестиваль этого года был объявлен фестивалем дебютных режиссёрских работ, из авторов восьми фильмов в программе известность имела только режиссёр Наталья Гугуева — известный кинодокументалист, дебютировавшая в игровом кино.
Отборщик фильмов для кинофестиваля — культуролог, кандидат исторических наук Нина Кочеляева.
В конкурсной программе фестиваля было представлено 8 игровых и 8 документальных фильмов.
Конкурс игрового кино:
- „Ада“ (Россия), режиссёр Станислав Светлов
- „Второй“ (Шри-Ланка), режиссёр Чанна
- „Наш дом“ (Индия), режиссёр Маянгламбам Роми Мейтей
- „След зверя“ (Сербия), режиссёр Ненад Павлович
- „Суна (фильм)Суна“ (Турция), режиссёр Чийдем Сезгин
- „Тропа“ (Россия), режиссер Михаил Кулунаков
- „Туман“ (Россия), режиссёр Наталия Гугуева
- „Флаг“ (Палестина), режиссёр Фирас Хури

Победители:
- Победителем конкурса игрового кино получила лента „Тропа“ (Россия).
- Награду за лучшую режиссуру получил Ненад Павлович, режиссёр фильма „След зверя“ (Сербия).
- Диплом жюри „За визуальное решение“ получил фильм „Ада“ (Россия).
- Специального упоминания жюри был удостоен фильм „Тропа“ (Россия).
- Специальный приз и диплом Администрации Ялты „За яркий портрет современного молодого поколения“ получил фильм „Флаг“ (Палестина).

## 2024, VIII кинофестиваль
Проходил с 7 по 11 октября в Ялте, все конкурсные показы фестиваля велись в кинотеатре «Сатурн».
Всего в конкурсной программе фестиваля было представлено 8 игровых и 8 документальных фильмов. За 5 фестивальных дней показано более 30 картин из 14 стран.
Помимо конкурсных показов прошли ретроспективы, посвященные ВГИКу и экранизациям произведений А. С. Пушкина, а также спецпоказы знаковых картин этого года: российские «9 секунд» Олега Штрома, «В баню!» Данилы Иванова и «Возвращение Вертова» Николая Изволова, а также «Меж псом и волком» Мурата Дюзгюноглу (Турция), «Однажды в Париже» Андрея Чертова (Болгария).
Жюри игрового конкурса — сценарист и продюсер рий Обухов (председатель), режиссер и переводчик Георгий Кимулис, турецкий продюсер Эврен Йылдырым.
Конкурс игрового кино:
- «Во чреве тигра», режиссер Джатла Сиддартха (Индия)
- «Между трещинами», режиссер Го Далу (Китай)
- «История пастухов», режиссер Хайме Пуэртас Кастильо (Испания)
- «Лесной царь», режиссер Горан Радованович (Сербия)
- «Четыре четверти», режиссер Евгения Тирдатова (Россия)
- «Газели», режиссер Хушанг Голмакани (Иран)
- «Стеклянный занавес», режиссер Фикрет Рейхан (Турция)

Победители:
- Приз за лучший фильм Конкурса игрового кино — «Лесной царь» режиссер Горан Радованович (Сербия)
- Приз за лучшую режиссерскую работу — Виктору Тихомирову за фильм «Евгений Телегин» (Россия)
- Специальное упоминание жюри — «Стеклянный занавес» режиссер Фикрет Рейхан (Турция)
- Диплом жюри — «Газели» режиссер Хушанг Голмакани (Иран)
- Приз зрительских симпатий — «Во чреве тигра» режиссер Джатла Сиддартха (Индия)
- Отдельно внеконкурса Спецприз «За изображение подвига и память о героях нашей страны» — фильму «9 секунд» Олега Штрома (Россия)

Источники